# Klara Bühl
Klara Gabriele Bühl (Münstertal, 2000. december 7. –) német női válogatott labdarúgó, a Bayern München játékosa.

## Pályafutása

### Klubcsapatban
Az Spvgg Untermünstertal és az SC Freiburg csapataiban nevelkedett. 2016. szeptember 11-én mutatkozott be az élvonalban a Freiburg színeiben az MSV Duisburg ellen. December 4-én a kupában a Borussia Mönchengladbach ellen megszerezte első gólját a 2–0-ra megnyert mérkőzésen.

### A válogatottban
Részt vett a 2016-os és a 2017-es U17-es női labdarúgó-Európa-bajnokságon, előbbin aranyérmesként zárt a válogatottal. A 2016-os U19-es női labdarúgó-világbajnokságon is részt vett. A 2017-es U19-es női labdarúgó-Európa-bajnokságon 3 gólt szerzett. A 2018-as U20-as női labdarúgó-világbajnokságon is részt vett, a tornán egy gólt jegyzett. 2019. február 28-án mutatkozott be a felnőtt válogatottban Franciaország elleni felkészülési mérkőzésen, az utolsó percekben lépett pályára.

## Statisztika

### Klub
2019. november 23-i állapotnak megfelelően.
| Klub             | Szezon           | Bajnokság | Bajnokság | Kupa  | Kupa  | Nemzetközi | Nemzetközi | Összesen | Összesen |
| Klub             | Szezon           | Mérk.     | Gólok     | Mérk. | Gólok | Mérk.      | Gólok      | Mérk.    | Gólok    |
| ---------------- | ---------------- | --------- | --------- | ----- | ----- | ---------- | ---------- | -------- | -------- |
| SC Freiburg      | 2016–17          | 10        | 0         | 1     | 1     | -          | -          | 11       | 1        |
| SC Freiburg      | 2017–18          | 18        | 7         | 2     | 0     | -          | -          | 20       | 7        |
| SC Freiburg      | 2018–19          | 21        | 3         | 5     | 2     | -          | -          | 26       | 5        |
| SC Freiburg      | 2019–20          | 10        | 4         | 2     | 1     | -          | -          | 12       | 5        |
| SC Freiburg      | Összesen         | 59        | 14        | 10    | 4     | 0          | 0          | 69       | 18       |
| Karrier összesen | Karrier összesen | 59        | 14        | 10    | 4     | 0          | 0          | 69       | 18       |

### Válogatott góljai
2019. november 9-én frissítve.
| #  | Időpont             | Helyszín               | Ellenfél    | Gólok | Eredmény | Kiírás                                           |
| -- | ------------------- | ---------------------- | ----------- | ----- | -------- | ------------------------------------------------ |
| 1. | 2019. augusztus 31. | Kassel, Németország    | Montenegró  | 4–0   | 10–0     | 2021-es női labdarúgó-Európa-bajnokság selejtező |
| 2. | 2019. augusztus 31. | Kassel, Németország    | Montenegró  | 8–0   | 10–0     | 2021-es női labdarúgó-Európa-bajnokság selejtező |
| 3. | 2019. október 5.    | Aachen, Németország    | Ukrajna     | 1–0   | 8–0      | 2021-es női labdarúgó-Európa-bajnokság selejtező |
| 4. | 2019. október 5.    | Aachen, Németország    | Ukrajna     | 5–0   | 8–0      | 2021-es női labdarúgó-Európa-bajnokság selejtező |
| 5. | 2019. október 5.    | Aachen, Németország    | Ukrajna     | 6–0   | 8–0      | 2021-es női labdarúgó-Európa-bajnokság selejtező |
| 6. | 2019. október 8.    | Szaloniki, Görögország | Görögország | 5–0   | 5–0      | 2021-es női labdarúgó-Európa-bajnokság selejtező |
| 7. | 2019. november 9.   | London, Anglia         | Anglia      | 2–1   | 2–1      | Barátságos mérkőzés                              |

## Sikerei, díjai
- Németország U17
  - U17-es női Európa-bajnokság: 2016